# 레비 파텔

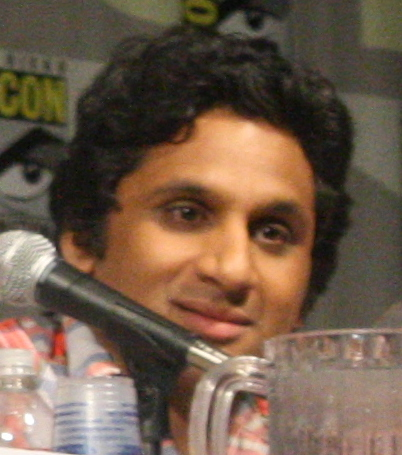

레비 파텔(Ravi Patel, 1978년 12월 18일 ~ )은 미국의 배우, 텔레비전 배우이다.
프리포트에서 태어났다.

## 방송
- 그랜드파더드
- 전생수사대 : 패스트 라이프

## 영화
- 컴 애즈 유 아 (2019년) - 모 역
- 롱 샷 (2019년) - 톰 역
- 더 블랙 스트링 (2017년)
- 밴드 에이드 (2017년)
- 겟 어 잡 (2016년)
- 푸에르토 리칸 인 파리 (2015년) - 한센 역
- 그랜드파더드 (2015년)
- 밋 더 파스텔스 (2014년)
- 더 라스트 후라 (2009년)
- 파우더 블루 (2009년) - 산제이 역
- 호텔 칼리포니아 (2008년)
- 트랜스포머 (2007년)